# FA Charity Shield 1932
Lo FA Charity Shield 1932, noto in italiano anche come Supercoppa d'Inghilterra 1932, è stata la 19ª edizione della Supercoppa d'Inghilterra.
Si è svolto il 12 ottobre 1932 al St James' Park di Newcastle upon Tyne tra l'Everton, vincitore della First Division 1931-1932, e il Newcastle, vincitore della FA Cup 1931-1932.
A conquistare il titolo è stato l'Everton che ha vinto per 5-3 con reti di Dixie Dean (quaterna) e Tommy Johnson.

## Partecipanti
| Squadre       | Qualificazione                           | Partecipazioni precedenti (il grassetto indica la vittoria) |
| ------------- | ---------------------------------------- | ----------------------------------------------------------- |
| Everton       | Vincitore della First Division 1931-1932 | 1 (1928)                                                    |
| Newcastle Utd | Vincitore della FA Cup 1931-1932         | 1 (1909)                                                    |

## Tabellino
| Newcastle upon Tyne 12 ottobre 1932                          | Newcastle | 3 – 5 referto | Everton | St James' Park (15.000 spett.) |
| \| \| \| \| \| McMenemy Boyd \| Marcatori \| Dean Johnson \| |           |               |         |                                |
|                                                              |           |               |         |                                |
| McMenemy Boyd                                                | Marcatori | Dean Johnson  |         |                                |

### Formazioni
| Newcastle Utd:  |    |                  |
|                 |    |                  |
| P               | 1  | Mick Burns       |
| D               | 2  | Jimmy Nelson     |
| D               | 3  | David Fairhurst  |
| C               | 4  | Dave Bell        |
| C               | 5  | Dave Davidson    |
| C               | 6  | Sam Weaver       |
| A               | 7  | Jimmy Boyd       |
| A               | 8  | Jimmy Richardson |
| A               | 9  | Jack Allen       |
| A               | 10 | Harry McMenemy   |
| A               | 11 | Tommy Lang       |
| Allenatore:     |    |                  |
| Andy Cunningham |    |                  |

| Everton:        |    |                  |
|                 |    |                  |
| P               | 1  | Ted Sagar        |
| D               | 2  | Ben Williams     |
| D               | 3  | Warney Cresswell |
| C               | 4  | Cliff Britton    |
| C               | 5  | Tommy White      |
| C               | 6  | Jock Thomson     |
| A               | 7  | Ted Critchley    |
| A               | 8  | John Mcgourty    |
| A               | 9  | Dixie Dean       |
| A               | 10 | Tommy Johnson    |
| A               | 11 | Jimmy Stein      |
| Allenatore:     |    |                  |
| Thomas McIntosh |    |                  |